# Am Eichberg 4 (Plau am See)

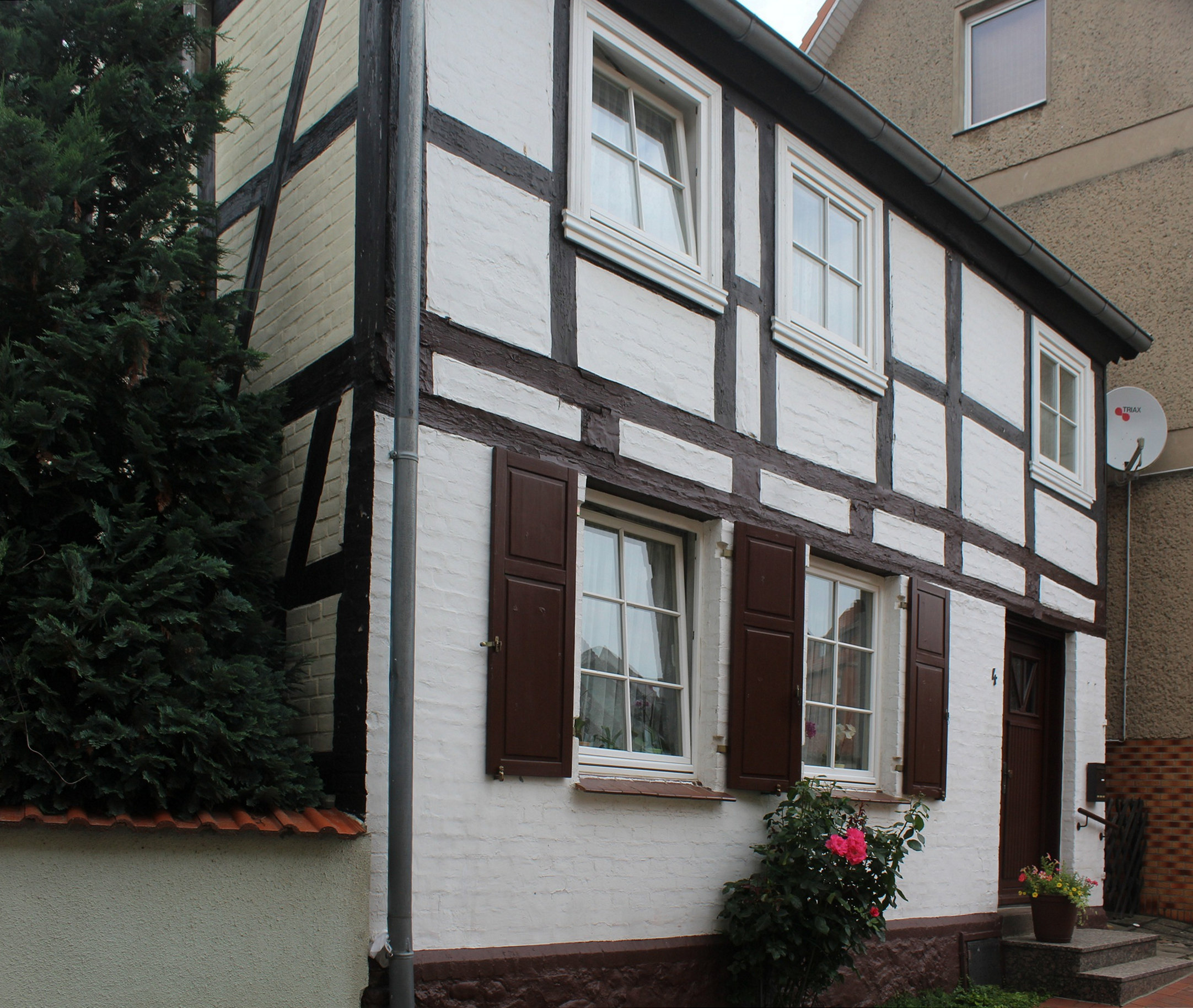
Am Eichberg 4

Das Wohnhaus Am Eichberg 4 in Plau am See (Mecklenburg-Vorpommern) wurde vermutlich im 18. Jahrhundert gebaut. Das Gebäude steht unter Denkmalschutz.

## Geschichte
Plau am See ist im 13. Jahrhundert entstanden und wurde 1235 erstmals als Stadt erwähnt. Beim Stadtbrand von 1756 brannten viele Fachwerkhäuser ab.

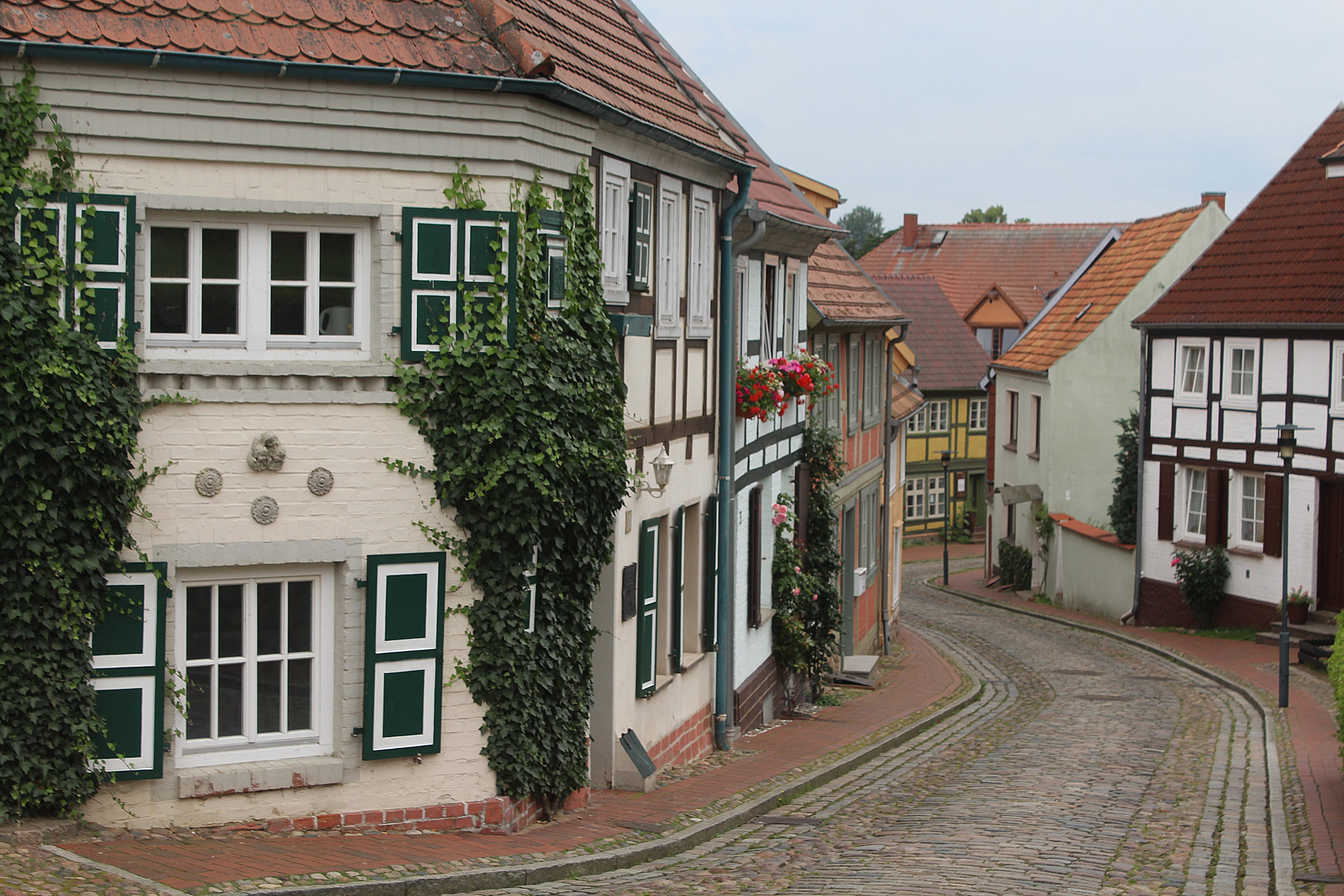
Nr. 4: rechts

Das weiße zweigeschossige traufständige Fachwerkgebäude mit verschlämmten Ausfachungen aus Steinen, dem seitlichen Giebel und dem Satteldach wurde nach dem Stadtbrand gebaut.
Das Gebäude wurde um 1996/99 im Rahmen der Städtebauförderung saniert.